# Myotis chinensis
Myotis chinensis is een zoogdier uit de familie van de gladneuzen (Vespertilionidae). De wetenschappelijke naam van de soort werd voor het eerst geldig gepubliceerd door Tomes in 1857.

## Voorkomen
De soort komt voor in China, Hongkong, Birma, Thailand en Vietnam.